# Бенфіка (парафія, Лісабон)
Бенфіка (порт. Benfica; МФА: [bɐ̃j.ˈfi.kɐ]) — парафія в Португалії, у муніципалітеті Лісабон. Розташована в західній частині країни, на теренах історичної португальської провінції Ештремадура. Входить до складу округу Лісабон. За адміністративним поділом, чинним до 1976 року, терени парафії були складовою провінції Ештремадура. Належить до Лісабонського патріархату Католицької церкви. Патрон — Діва Марія. Площа — 7,9372 км². Населення — 36821 ос. (2011). Сильно урбанізований регіон. Густота населення — 4639,04 осіб/км²
. Код — 110608.

## Географія

Райони Лісабона
Зони Лісабона
Бенфіка

## Населення
| Кількість мешканців | Кількість мешканців | Кількість мешканців | Кількість мешканців | Кількість мешканців | Кількість мешканців | Кількість мешканців | Кількість мешканців | Кількість мешканців | Кількість мешканців | Кількість мешканців | Кількість мешканців | Кількість мешканців | Кількість мешканців | Кількість мешканців |
| ------------------- | ------------------- | ------------------- | ------------------- | ------------------- | ------------------- | ------------------- | ------------------- | ------------------- | ------------------- | ------------------- | ------------------- | ------------------- | ------------------- | ------------------- |
| 1864                | 1878                | 1890                | 1900                | 1911                | 1920                | 1930                | 1940                | 1950                | 1960                | 1970                | 1981                | 1991                | 2001                | 2011                |
| 3 571               | 3 484               | 4 631               | 4 030               | 5 642               | 7 457               | 10 661              | 13 905              | 17 843              | 23 161              | 40 552              | 51 586              | 47 099              | 41 368              | 36 82               |